# Oskarshamn
Oskarshamn je grad u Švedskoj.

## Zemljopis
Grad se nalazi u istočnome dijelu južne Švedske na obalama Baltičkoga mora. U sastavu je županije Kalmar.

## Stanovništvo
Prema podacima o broju stanovnika iz 2010. godine u gradu živi 17.258 stanovnika.

## Vanjske poveznice
- Službena stranica grada  Arhivirana inačica izvorne stranice od 8. ožujka 2021. (Wayback Machine)

### Ostali projekti
|  | Zajednički poslužitelj ima još gradiva o temi Oskarshamn |